# Bodianus dictynna
Bodianus dictynna là một loài cá biển thuộc chi Bodianus trong họ Cá bàng chài. Loài này được mô tả lần đầu tiên vào năm 2006.

## Từ nguyên
Từ định danh của loài này, dictynna, cũng là một tên gọi khác của nữ thần Diana, hàm ý đề cập đến sự tương đồng về kiểu màu với Bodianus diana, một loài cũng mang tên của nữ thần Diana.

## Phạm vi phân bố và môi trường sống
Ở khu vực Đông Ấn Độ Dương, B. dictynna chỉ được biết đến tại biển Timor, vùng biển phía nam Indonesia và các rạn san hô vòng ngoài khơi Tây Úc.
Phạm vi phân bố của B. dictynna ở khu vực Tây Thái Bình Dương (hiếm khi xuất hiện ở khu vực Trung Thái Bình Dương). Từ bờ biển Nha Trang (Việt Nam), B. dictynna được ghi nhận gần như khắp các vùng biển Đông Nam Á, trải dài về phía đông đến một số các đảo quốc, quần đảo thuộc châu Đại Dương (xa nhất là đến Tokelau, quần đảo Samoa và Tonga), ngược lên phía bắc đến vùng biển phía nam Nhật Bản, giới hạn phía nam dọc theo bờ đông Úc.
B. dictynna sống gần những rạn san hô ở độ sâu khoảng từ 9 đến ít nhất là 30 m, nhưng cũng đã được ghi nhận ở độ sâu lên đến 100 m; cá con thường sống gần các rạn san hô đen và san hô mềm, cũng như các hang hốc.

## Mô tả
B. dictynna có chiều dài cơ thể tối đa được ghi nhận là gần 15 cm. B. dictynna và B. diana trưởng thành rất giống nhau về mặt hình thái, và cả hai có thể được phân biệt với Bodianus prognathus bởi phần mõm ngắn hơn nhiều so với B. prognathus. Cả ba loài này đều có kiểu màu tương tự nhau ở cá con lẫn cá trưởng thành.
B. dictynna trưởng thành vẫn giữ lại đốm đen lớn trên vây bụng và trước vây hậu môn khi còn cá con, nhưng B. diana và B. prognathus thì không. Ở B. diana, hai vị trí này có màu đỏ tươi, nhưng có màu nâu đỏ ở B. prognathus. Cá con của B. dictynna có kiểu hoa văn đơn giản hơn so với B. diana (có ít đốm trắng hơn).
Số gai ở vây lưng: 12; Số tia vây ở vây lưng: 10; Số gai ở vây hậu môn: 3; Số tia vây ở vây hậu môn: 12; Số tia vây ở vây ngực: 14–15.

## Sinh thái học
Thức ăn của B. dictynna là những loài thủy sinh không xương sống như nhuyễn thể và giáp xác. Cá con được quan sát là có hành vi dọn ký sinh bám trên cơ thể cá lớn. Cá con (bị nhầm với B. diana) có thể được nhìn thấy giữa các xúc tu của san hô Heliofungia actiniformis ở Philippines.
Cá con của loài này được đánh bắt trong ngành buôn bán cá cảnh.

### Trích dẫn
- Martin F. Gomon (2006). “A revision of the labrid fish genus Bodianus with descriptions of eight new species” (PDF). Records of the Australian Museum, Supplement. 30: 1–133. ISSN 0812-7387.